# Кінунен Настасія Вікторівна
Настасія Вікторівна Кінунен, до шлюбу Дуборєзова (біл. Настасься Віктараўна Дубарэзава, біл. Кінунэн нар. 14 березня 1985  Городок, СРСР) — білоруська біатлоністка та лижниця, учасниця чемпіонатів світу з біатлону, учасниця та призерка етапів кубка світу з біатлону.

## Виступи на чемпіонатах світу
| Рік  | Місце проведення     | Інд | Спр | Пр | МС | Ест | ЗМ |
| 2012 | Рупольдинг           | 29  | 35  | 33 |    | 4   |    |
| 2013 | Нове Место-на-Мораві | DNF | 28  | 48 |    | 7   |    |

## Кар'єра в Кубку світу
- Дебют в кубку світу — 10 грудня 2010 року в спринті в Гохфільцені — 55 місце.
- Перше попадання в залікову зону — 17 березня 2011 року в спринті у Осло — 40 місце.
- Перше попадання на розширений подіум — 6 січня 2012 року в спринті в Обергофі — 7 місце.
- Перший подіум — 21 січня 2012 року в естафеті в Антерсельві — 2 місце.

Настасія дебютувала на етапах кубка світу в сезоні 2010-2011, взявши участь в 6 гонках. Здобути залікові бали їй вдалося лише на останньому етапі в Осло, у спринті вона показала 40 час і завоювала свій перший бал на етапах Кубка світу. За результатами сезону їй вдалося потрапити до загального заліку біатлоністів посівши 96 сходинку.
Сезон 2011-2012 став для Настасії більш вдалим, вона стартувала на всіх етапах Кубка світу та вперше брала участь в Чемпіонат світу з біатлону. Найвищим її особистим досягненням у сезоні стало 7 місце в спринті на 4 етапі Кубка світу, що проходив в Обергофі. Протягом сезон Настасія ще 3 потрапляла до ТОП-10 за результатами гонок. У цьому сезоні спортсменка змогла закріпитися у складі естафетної команди Білорусі, її найкращим естафетним результато стало 2 місце, яке вона виборола разом з подругами по команді на 6 етапі Кубка світу. За результатами сезону Дуборєзова вдруге у своїй біатлонній кар'єрі потрапила до загального заліку біатлоністів, завершивши сезон на 33 сходинці.
Сезон 2012-2013 став третім у кар'єрі білоруської біатлоністки. Однак показані нею результати стали гіршими ніж у попередньому сезоні. Спортсменка взяла участь в усіх етапах Кубка світу, проте до залікової зони їх вдалося потрапити лише у 8 гонках. Найкращим особистим досягненням Настасії в сезоні стало 15 місце в спринті на 4 етапі Кубка світу, що проходив в Обергофі. Показані Дуборєзовою результати дозволили їй посісти лише 55 місце в загального заліку біатлоністів, це 4-й показник серед білоруських біатлоністів.

## Загальний залік в Кубку світу
- 2010-2011 — 96-е місце (1 очко)
- 2011-2012 — 33-е місце (236 очок)
- 2012-2013 — 55-е місце (79 очок)

## Статистика стрільби
| № п/п | Сезон     | Загальна        | Індивідуальна гонка | Спринт         | Гонка переслідування | Мас-старт     | Естафета      |
| ----- | --------- | --------------- | ------------------- | -------------- | -------------------- | ------------- | ------------- |
| 1     | 2010-2011 | 68,8% (55/80)   | 0,0% (0/0)          | 75,0% (30/40)  | 62,5% (25/40)        | 0,0% (0/0)    | 0,0% (0/0)    |
| 2     | 2011-2012 | 74,7% (330/442) | 75,0% (45/60)       | 76,0% (76/100) | 71,9% (115/160)      | 87,5% (35/40) | 72,0% (59/82) |
| 3     | 2012-2013 | 70,6% (219/310) | 67,5% (27/40)       | 71,0% (71/100) | 76,0% (76/100)       | 0,0% (0/0)    | 64,3% (45/70) |